# Rajanna Sircilla (huyện)

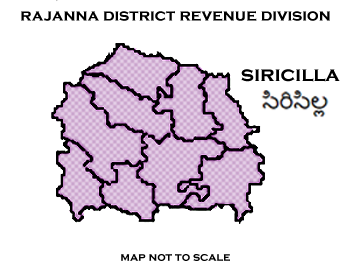
Sircilla District Revenue division

Huyện Rajanna Sircilla là một huyện thuộc bang Telangana, Ấn Độ. Nó từng là một phần của huyện Karimnagar trước khi được tách ra thành một huyện độc lập vào ngày 11 tháng 10 năm 2016. Thủ phủ của huyện đặt tại Sircilla.

## Hành chính
Huyện có 1 phó huyện là Sircilla và 13 mandal. D.Krishna Bhaskar is the present collector of the district.
1. Sircilla
2. Thangallapalli
3. Gambhiraopet
4. Vemulawada
5. Vemulawada Rural
6. Chandurthi
7. Rudrangi
8. Boinpalli
9. Yellareddipet
10. Veernapalli
11. Mustabad
12. Illanthakunta
13. Konaraopet